# Круша (планинска верига)
Вижте пояснителната страница за други значения на Круша.
Круша, известна още като Карадаг, е ниска планинска верига в Гърция, разположена в централната част на Егейска Македония. По нея минава границата между Кукушко и Солунско на запад, и Серско на изток.

## Положение, граници, дялове
Простира се на югоизток от Дойранското езеро до Рединския (Орфански) залив на Бяло море край Аспровалта. Представлява останки от понтийска денудационна повръхнина със средна височина около 600 метра, ограничена от североизток и изток от Сярското поле, от югозапад – от Солунското поле. На юг Лъгадинската котловина отделя Круша от планинския масив Хортач и планината Пиявица.

### Дялове
Българската географска наука счита Круша за планинска верига, съставена от няколко слабо обособени масива. Описана за пръв път от Васил Кънчов под името Карадаг, тя е спомената в средата на XX век от Димитър Яранов като Круша. Гръцките географи разпознават като Круша крайния северозападен дял на веригата, следващия на югоизток – като Карадаг, а останалите по веригата до Орфанския залив считат за самостоятелни планини.
Отделните планински масиви са разположени от северозапад на югоизток както следва:

#### Круша (Дисоро)
Между Дойранското и Бутковското езеро с най-висок връх Круша (Дисоро) на 860 m надморска височина.

#### Карадаг (Мавровуни)
Отделена е от Круша с хребета Диасело (560 m). Отстои на изток от Кукуш и южно от Бутковското езеро. Най-висок връх е Коджа Бали на 1177 m надморска височина.

#### Богданска планина
Отстои на юг от Карадаг с приблизителна граница долините на реките Копач дере, десен приток на Струма и Богданица (Стара река, Палиорема), която чезне в Лъгадинското поле на запад. В центъра на планината е разположена Мавровската вътрепланинска котловина, на чието дъно лежат Мавровското и Лънджанското езеро. Котловината допълнително разделя Богданската планина на три дяла:
- Висока планина и Сухо планина (Вертискос) на северозапад
- Бешичка планина или Бешикдаг (Ори Волви) на юг.

- Орсова планина (Кердилио или Кердилия)  на изток.

## Други
На Круша планина е наречена улица в квартал „Банишора“ в София (Карта).